# Miki Berkovich
Miki Berkovich (en hebreo: מיקי ברקוביץ‎; nacido el 17 de febrero de 1954 en Kfar Saba, Israel) es un exjugador de baloncesto israelí. Con 1.92 metros de estatura, jugaba en el puesto de escolta. 

## Carrera
Berkovich se unió al equipo juvenil de baloncesto del Maccabi de Tel Aviv B.C. en 1965, y al equipo de mayores en 1971. Con el Maccabi, ganó 19 títulos nacionales y 17 títulos de copa. 
En 1974 alcanzó con la selección israelí juvenil el cuarto puesto del Campeonato Europeo, y fue el líder en puntos del torneo.
En 1975 jugó para la Universidad de Nevada-Las Vegas, pero regresó al Maccabi justo después de un año a pesar de haber recibido llamadas de New Jersey Nets y Atlanta Hawks de la NBA.
En 1977 ayudó al Maccabi a ganar su primer título europeo, venciendo en la final al Mobilgirgi Varese por 78:77 y al B.C. CSKA de Moscú 91:79 en la semifinal, logrando que Tal Brody pronunciase la frase "We are on the map, not only in basketball". ("Estamos en el mapa, no solo en el baloncesto".)
En 1979 Berkovich, con la selección israelí, finalizó segundo, detrás de la selección de la Unión Soviética en el Campeonato Europeo realizado en Turín.
En 1981, llegaría el segundo campeonato europeo de clubes para él. Berkovich marcó la canasta ganadora, tras asistencia de Moti Aroesti, para un triunfo de 80:79.
La carrera de Berkovich en Maccabi llegó a su fin en 1988, cuando él y Aroesti se unieron al Maccabi Rishon-Le Zion. Luego jugó en el Hapoel Jerusalem B.C. y Hapoel Tel Aviv B.C.
Miki Berkovich se retiró del baloncesto en 1995, luego de su lo cual escribió su libro autobiográfico llamado "Born to Win" ("Nacido Para Ganar").
Actualmente es el dueño del equipo de baloncesto Ramat Hasharon, sus dos hijos juegan por el equipo (tiene 2 hijos varones y una hija).